# León Arsenal
León Arsenal, heterónimo de José Antonio Álvaro Garrido (Madrid, 1960), es un escritor español que ha cultivado la ciencia ficción y la novela histórica entre otros géneros narrativos.

## Biografía
Nacido en Madrid, León Arsenal residió más tarde en La Coruña, donde cursó estudios en la Escuela Superior de la Marina Civil. Tras su etapa como marino, desempeñó varios trabajos en tierra.
A finales de los años 90 frecuentó en Madrid tertulias de género fantástico o de ciencia ficción, como la TerMa (Tertulia Madrileña de Ciencia Ficción), comenzó a escribir relatos, ganando dos veces el Premio Pablo Rido, y dirigió un programa de radio, La compañía interplanetaria, junto con Eugenio Sánchez Arrate. En 1999 publicó Conan, un estudio sobre el mito, con otros autores, así como su primera antología de relatos Besos de alacrán, en el año 2000, mismo año en que también publicó su primera novela El hombre de la plata.En las siguientes novelas mezcló lo fantástico con lo histórico hasta desembocar finalmente en la novela histórica.
También fue traductor y director de revistas literarias.Asimismo, participó en la creación del partido político UPyD y militó en él hasta el 2013.
En el año 2012 lanzó la novela Última Roma, definida por la prensa como el primer libro en papel vinculado a Internet. Esto fue posible mediante la inclusión de unos sesenta códigos QR que remiten a entradas de Wikipedia, mapas, videos, ensayos, otros libros en línea, etc.

## Premios y reconocimientos
Su trabajo fue reconocido con el Premio Pablo Rido, dos veces y ambas por cuentos fantásticos: en 1995 por Oscuro candente, y en 1998 por En las fraguas marcianas, obra esta última por la que también obtuvo el Premio Ignotus en la categoría de relato, en el año 2000.Recibió de nuevo el Premio Ignotus, esta vez en la categoría de mejor antología, en el año 2001 por Besos de alacrán. Como director de la revista Galaxia, recibió el premio a la mejor publicación de literatura fantástica en 2003, otorgado por la Asociación Europea de Ciencia ficción en Turku, Finlandia. Y en 2004 recibió el Premio Minotauro por su novela Máscaras de matar.
Los siguientes premios recibidos están relacionados con el ámbito de la novela histórica, y entre ellos se encuentran el Premio Espartaco de Novela Histórica y el Premio Internacional Ciudad de Zaragoza de Novela Histórica, ambos en 2006 por su novela La boca del Nilo, el Premio Algaba de Biografía, Autobiografía y Memorias en 2013 por la obra Godos de Hispania,o el Premio Espartaco de Novela Histórica en 2016, otorgado en la Semana Negra de Gijón, por la novela Balbo. La mano izquierda de César.
También fue ganador del Certamen Letras del Mediterráneo en 2017 con su obra Bandera Negra.

## Obras
Comenzó a escribir relatos de ciencia ficción en los años 90, entre los que destacaron El centro muerto, El agente exterior, Ojos de sombra, Círculo de hombres, Todas las noches y los dos mencionados en los premios: En las fraguas marcianas y Oscuro candente, incluidos en distintas antologías como Visiones -publicada por la AEFCF- y revistas como Cyber Fantasy editada por Alberto Santos.Estos relatos escritos entre 1992 y 1999 se recogieron en una antología del autor, titulada Besos de alacrán, publicada en el año 2000. También en este año publicó en colaboración con José Miguel Pallarés Bula Matari, la pantera y el escarabajo, y su primera novela en solitario, El hombre de la plata, ambientada en las fronteras de Tartessos.
En los siguientes años publicó obras en las que se sigue acercando a la novela histórica como Las lanzas rotas (2002), La noche roja (2003) o Máscaras de matar (2004). Con su siguiente novela, gana por decisión unánime del tribunal el Premio Espartaco a la mejor novela histórica publicada en lengua española en el 2005, que se falló en la Semana Negra de Gijón, por La boca del Nilo (Edhasa, 2005) en la que narra expedición de Nerón al corazón de África .
Continuó publicando, alternando novelas y libros de ensayo. Sus novelas históricas fueron Los malos años: la guerra entre Pedro el Cruel y la Reina Blanca (2007),La luz de Egipto (2009),Última Roma (2012), Corazón oscuro: la cruzada escocesa en la frontera de Granada (2014), Balbo: la mano izquierda de César: las aventuras de un hispano en la Roma de Julio César y Pompeyo (2015), y Bandera negra (2017).
Escribió también novelas negras, como El espejo de Salomón (2006), novela publicada por Minotauro; Los lugares secretos (2012), y Series negras, todo puede empeorar (2018).
Entre sus obras de ensayo destacaron Una historia de las sociedades secretas españolas (1500-1936) escrita en 2006 en colaboración con Hipólito Sanchiz, con quien también colaboró en su obra 66 fechas cruciales en la Historia de España (2022); en colaboración con Fernando de Prado escribió Rincones de historia española (2008),y en solitario: Godos de Hispania (2013), Aquellos fabulosos veraneos (2017), y Enemigos del imperio (2018).